# Condecoración Cruz de Belalcázar
La Condecoración Cruz de Belalcázar es el máximo reconocimiento civil otorgado por el Concejo Municipal de Popayán en nombre de la ciudad de Popayán, Colombia. A personas e instituciones que han contribuido de manera excepcional al desarrollo social, cultural, religioso, económico o histórico de la región. Este homenaje destaca las acciones y legados que promueven el progreso, la identidad y el bienestar colectivo.
Fue creada mediante Acuerdo Municipal Nro. 11 del 22 de octubre de 1970, y luego modificado por el Acuerdo número 34 de noviembre de 1981 del Concejo Municipal de Popayán. Donde se estableció la condecoración “CRUZ DE BELALCÁZAR”, como emblema honorífico de una orden civil de la ciudad de Popayán.
Para conferir este reconocimiento se estableció El Gran consejo de Adjudicaciones de la Orden civil Cruz de Belalcázar, que está conformado por el presidente del concejo municipal y dos concejales. También tiene presencia el alcalde y el personero municipal, además del secretario de gobierno municipal y el secretario de actas del concejo.

## Otorgamiento
La elección de los homenajeados está a cargo del Concejo Municipal de Popayán, que evalúa propuestas presentadas por ciudadanos, organizaciones o entidades gubernamentales. Las postulaciones deben estar acompañadas de un resumen de los méritos y aportes del candidato, así como evidencia documental que respalde la nominación.
La presea corresponde a una medalla en forma de cruz de Jerusalén fundida en plata con el sobre relieve del rostro fundido de Sebastián de Belalcázar, todo elaborado por un orfebre de la ciudad. La medalla pende de un ribon o cinta tejida con los colores de la bandera de Popayán.  Se acompaña además de un pergamino escrito a mano con tintas y láminas de oro.

## Categorías
La orden civil se ha divido en tres categorías según el Acuerdo número 34 de noviembre de 1981 del Concejo Municipal de Popayán:
- Cruz de Belalcázar. Categoría de Payanés Eminente.
- Cruz de Belalcázar. Categoría Payanés Benemérito
- Cruz de Popayán. Grado Payanés distinguido.

## Personalidades e Instituciones Destacadas
Entre los condecorados con la Orden Cruz de Belalcázar se encuentran:

### Personalidades
- Guillermo Valencia: Poeta y diplomático, homenajeado por su aporte a las letras y la cultura de Popayán.
- José Leví Ramírez López. Sacerdote católico miembro de los Religiosos Terciarios Capuchinos de Nuestra Señora de los Dolores por su trabajo pastoral en pro de los jóvenes del municipio.[3]
- Manuel José Casas: Arquitecto destacado por la conservación y restauración del patrimonio arquitectónico de la ciudad.
- Guillermo Alberto Gonzales. Quien fue gobernador del Cauca, embajador de Colombia en Brasil y ante la Organización de las Naciones Unidas (ONU)[4]
- María Luisa Piraquive. Líder religiosa y social. Por los beneficios que ha recibido el Cauca a través de la Fundación Internacional María Luisa de Moreno.[5]
- José Heiner Calero. Profesor universitario. por su aporte a las artes, la educación y desarrollo social.[6]
- Alejandro Gaviria Uribe. Ministro de Salud y protección social. Por sus grandes aportes al desarrollo de la salud en Popayán y en Colombia.[2]
- Mario Jair Campo Tróchez. Empresario destacado del municipio de Popayán.[7]
- Iván Antonio Marín López. Arzobispo de Popayán, por 19 años de labor pastoral realizada en esta jurisdicción eclesiástica.[8]

### Instituciones y manifestaciones
- Junta Permanente pro Semana Santa de Popayán: Por el trabajo de preservación y salvaguarda de las procesiones declaradas Patrimonio Cultural Inmaterial de la Humanidad por la UNESCO en 2009, reconocidas por su valor religioso, histórico y cultural.[4]
- Universidad del Cauca: Por su legado en la educación superior y su contribución al desarrollo regional desde su fundación en 1827.
- Cruz Roja Colombiana:  invaluable y permanente presencia humanitaria durante 45 años en el Departamento del Cauca.[9]
- Colegio Nuestra Señora del Carmen, Franciscanas: Por su aporte a la educación femenina del departamento.[10]
- Fundación Cultural Aires de Pubenza. Aporte y preservación de la cultura de la ciudad[11]
- Fundación Junta Amo Jesús de Puelenje. Por su liderazgo y esfuerzo en la conservación de la festividad del Amo Jesús de Puelenje como patrimonio de la ciudad de Popayán.[12]